# Deniz Vural
Deniz Vural (sinh 11 tháng 7 năm 1988) là một cầu thủ bóng đá Đức gốc Thổ Nhĩ Kỳ thi đấu cho Altınordu.